# Ben Haas
Ben Haas, Benjamin Leopold Haas, född 21 juli 1926 i Charlotte, North Carolina, död 27 oktober 1977 i New York, var en amerikansk författare som, förutom under sitt eget namn, främst är känd för böcker publicerade under pseudonymen John Benteen, men även som Ken Barry, Thorne Douglas, Ben Elliott, John Michael Elliot, Richard Meade, Quinn Reade och Sam Webster. Pseudonymerna William Kane och William King kan han ha delat med andra författare. Han skrev även under förlagspseudonymen Jack Slade.

## Biografi

### Karriär före heltidsförfattande
Ben Haas bokintresserade far var av tyskt ursprung och filmfotograf, vilket medförde att Haas fick möjlighet att i unga år se hur många filmer skapades. Hans mor berättade historier från amerikanska inbördeskriget, vilket ytterligare utvecklade sonens fantasi. Familjen hade dessutom en svart vän, Ike, som bodde i en stuga i skogen. Ike tog med Ben på jakt och lärde honom respekt för vapen. Alla dessa influenser påverkade Ben Haas, som tidigt ville bli författare. Som 18-åring debuterade han i juli 1945 under pseudonymen Ben Elliott med westernberättelsen Who'd die for poverty range, publicerad i novelltidningen .44 Western.
1945–1946 var Haas sergeant i amerikanska armén och tjänstgjorde på Filippinerna. Efter att ha återvänt till USA gifte han sig 1950 med Douglas Thornton Taylor från Raleigh, North Carolina, dit de också flyttade 1959.
Ben Haas hade efter återkomsten till USA haft varierande jobb; det sista var hos ett stålbolag fram till 1961.

### Karriär som heltidsförfattare
1961 blev Haas författare på heltid och hade då fått en bok antagen av Beacon Books och fått erbjudande om att skriva mera och använde då pseudonymen Ken Barry. Han försökte sedan skriva minst 5 000 ord varje dag, enligt egen utsago. Många av hans böcker publicerades av förlaget Simon & Schuster. Han är dock främst känd för serier där han som John Benteen skrev om Cutler, Sundance och Fargo åt förlagen Belmont Tower och Leisure Books. Som Thorne Douglas skrev han fem böcker om Rancho Bravo, utgivna av Fawcett.
Serien om Neal Fargo har beskrivits som ett mellanting mellan Robert E. Howards Conan och Sam Peckinpahs film Det vilda gänget. Ben Haas skrev under pseudonym John Benteen 20 av seriens totalt 24 böcker. Egentligen består serien endast av 23, eftersom förlaget Belmont Tower av misstag återutgav seriens nr 8, Wolf's head som nr 15. Seriens bok nr 16, 17 och 18 skrevs förmodligen av John W. Hardin (trots att namnet John Benteen förekommer på några av dem (skrivsättet och vissa benämningar tyder på att Haas knappast kan ha varit inblandad). På seriens avslutande 6 böcker anges John Benteen som författare.
Serien om John Cutler omfattar 6 böcker, utgivna av Belmont Tower, där Ben Haas under pseudonym John Benteen skrev de två inledande böckerna samtidigt som han gjorde ett uppehåll med skrivandet om Neal Fargo. Övriga 4 böcker om John Cutler skrevs av H.V. Elkin. 
Serien om Jim Sundance utgavs av Leisure Books och omfattar 43 böcker, varav 20 (nr 1-10 och 14-23) skrevs av Ben Haas under pseudonymen John Benteen. 11 av dessa böcker översattes till svenska och utgavs 1974-1975 av Williams förlag. Seriens övriga böcker skrevs under pseudonym Jack Slade (där nr 11 skrevs av Norman Rubington, 12-13 av Tom Curry och 24-25 av Dudley Dean McGaughy) samt av Peter McCurtin (nr 26-43). Även Haas själv skulle använda pseudonymen Jack Slade när han skrev en bok om Lassiter. Den var en uppföljare till de fyra böcker som tidigare skrivits av Todhunter Ballard
Fawcett utgav 1972 Calhoon bland sina Gold Medal-böcker. Boken, som Ben Haas skrivit under pseudonymen Thorne Douglas, gjorde succé och Fawcett återutgav den med tillägget A Rancho Bravo novel. Haas hann skriva sammanlagt fem böcker i denna serie innan han dog av en hjärtattack i oktober 1977.

### Familj
Ben Haas var fr o m 1950 och fram till sin död 1977 gift med Douglas Thornton Taylor Haas. De bosatte sig i Charlotte och Sumter i North Carolina innan de flyttade till Raleigh och fick sönerna Joel, Michael och John.